# 物部川
物部川（ものべがわ）は、高知県香美市の白髪山を水源とし、大小の支流34の河川を合わせつつ土佐湾に注ぐ一級河川。高知県中部を流域として、南国市、香南市、香美市をまたぐ流域面積508平方キロメートルの河川であり、山地が流域の約88%を占める。物部川の上流域は奥物部県立自然公園に指定されており、その北部は剣山国定公園に接している。流域内では高知龍馬空港や高知市への国道等が整備されており、交通の要衝となっているほか、高知県最大の穀倉地帯である香長平野を含むため、野菜を中心とする施設園芸や稲作も盛んに行われている。河川延長は幹河71km、支河219kmの290km、流域内人口は約4万人。

## 地理
高知県香美市物部町久保影の剣山地・白髪山（しらがやま、標高1769,7m）の東面に源を発し南流。香美市物部町別府で南西に向きを変え、高知平野東部を流れ香南市吉川町吉原で土佐湾に注ぐ。

## 名称の由来
古くは「鏡川」と言われたが、五代藩主・山内豊房が現在の高知市を流れる川に鏡川を名付けたから、本川は「物部川」へ改められた。「鏡川」の由来となる「鏡野」は「香美郡」の別名で、土御門上皇が流刑先の畑（幡多郡）から阿波国へ移った途中に、物部川を見て現地の人に「ここはどこか」と尋ねたら、「かがみの」と答えたからだと思われる。
「物部川」の「物部」は飛鳥時代の物部氏の勢力の名残に由来すると言われる。『和名類聚抄』によると、香美郡南部、物部川下流右岸の地には「物部郷」があり、旧三島村一帯（現南国市物部付近）が郷域であると見られる。

## 自然

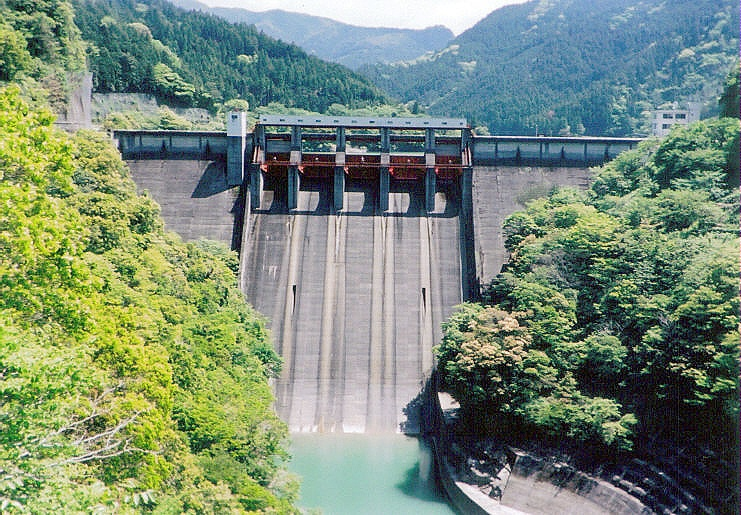
永瀬ダム

### 地形
物部川は標高1,770mの白髪山をその源としており、永瀬ダムまでの上流地域は標高500mを超える急峻な起伏山地に囲まれているため、V字の渓谷を形成している。永瀬ダムより下流は物部川の特長とも言える河岸段丘地形が続き、杉田ダムより下流は広い扇状地が形成され、香長平野と呼ばれる平野部広がっている。特に右岸側は扇状地性低地が形成されているため、想定氾濫区域としては流域外にまで拡がっている。また、全国有数の急流河川であるため、洪水時は短時間で急激に水の流出量が増加する傾向がある。砂礫供給によって河口付近の海岸線では発達した浜堤が形成されている。

### 地質
物部川は本川上流部の流路に沿って仏像構造線が走っているため、地質特性は本川左岸側の四万十帯と本川右岸側の秩父帯に区分される。四万十帯は中生代の砂岩がち互層から構成されているのに対し、秩父帯では古生代から中生代の泥岩、砂岩がち互層や凝灰岩層等が帯状に分布している。また、下流部の扇状地では氾濫によって運ばれた砂礫が層を形成しており、河口付近ではかつて浜堤によって水流が遮断され、潟湖が形成されていたため、軟弱地盤となっている。

### 気候
太平洋岸式気候に属し、年間平均気温17度程度の温暖な気候となっている。6月から9月にかけて集中して降雨するため、流域内の年間平均降水量は山間部で2,800mm、平野部で2,400mmを越える多雨地域でもある。

### 植生分布
上流から中流にかけてスギ、ヒノキが分布し、最上流部には加えてブナやシイノキが分布する。源流部の白髪谷は清澄な水質が維持され、天然記念物であるニホンカモシカをはじめとした哺乳類やムカシトンボ、カワセミなどが豊かに生息している。また、標高800m以上の渓流ではオオダイガハラサンショウウオやハコネサンショウウオ等の生物が生息している。永瀬ダムまでの上流区間では清水性種のアマゴやタカハヤなどが確認されている。
永瀬ダムを下るとヒヨドリ、ニホンザル、オオムラサキ等が生息する落葉樹林地帯が広がり、河道沿いには棚田が広がっている。吉野ダム、杉田ダムといったダム区間では水位変動の影響により水生生物の種類は少ない。この区間では遊魚用にアユやコイなどの放流が行われているほか、カワムツ、オイカワ、ウグイ、アマゴなどが生息している。下流域では土砂の堆積により自然裸地が減少し、ツルヨシ等の草地やアカメヤナギやエノキ等の高木林が発達している。林冠・林縁・林床などの多様な環境に多種の昆虫類がすみ分けて生息し、人目に触れにくいことからタヌキやサギ、ホオジロ、アオジ等の生物が確認されている。
交互砂州が形成されている地域ではヒバリやスズメなどの小鳥が生息しており、特に戸板島橋の橋梁はイワツバメの集団繁殖地として県下でも知られている。魚類ではアユやヌマチチブなどの両側回遊魚が遡上して生息している。河口付近の砂礫地ではコアジサシやコチドリ等の集団繁殖地が確認されている他、水域ではボラ、マハゼ等の汽水魚が生息する。

### 河川景観

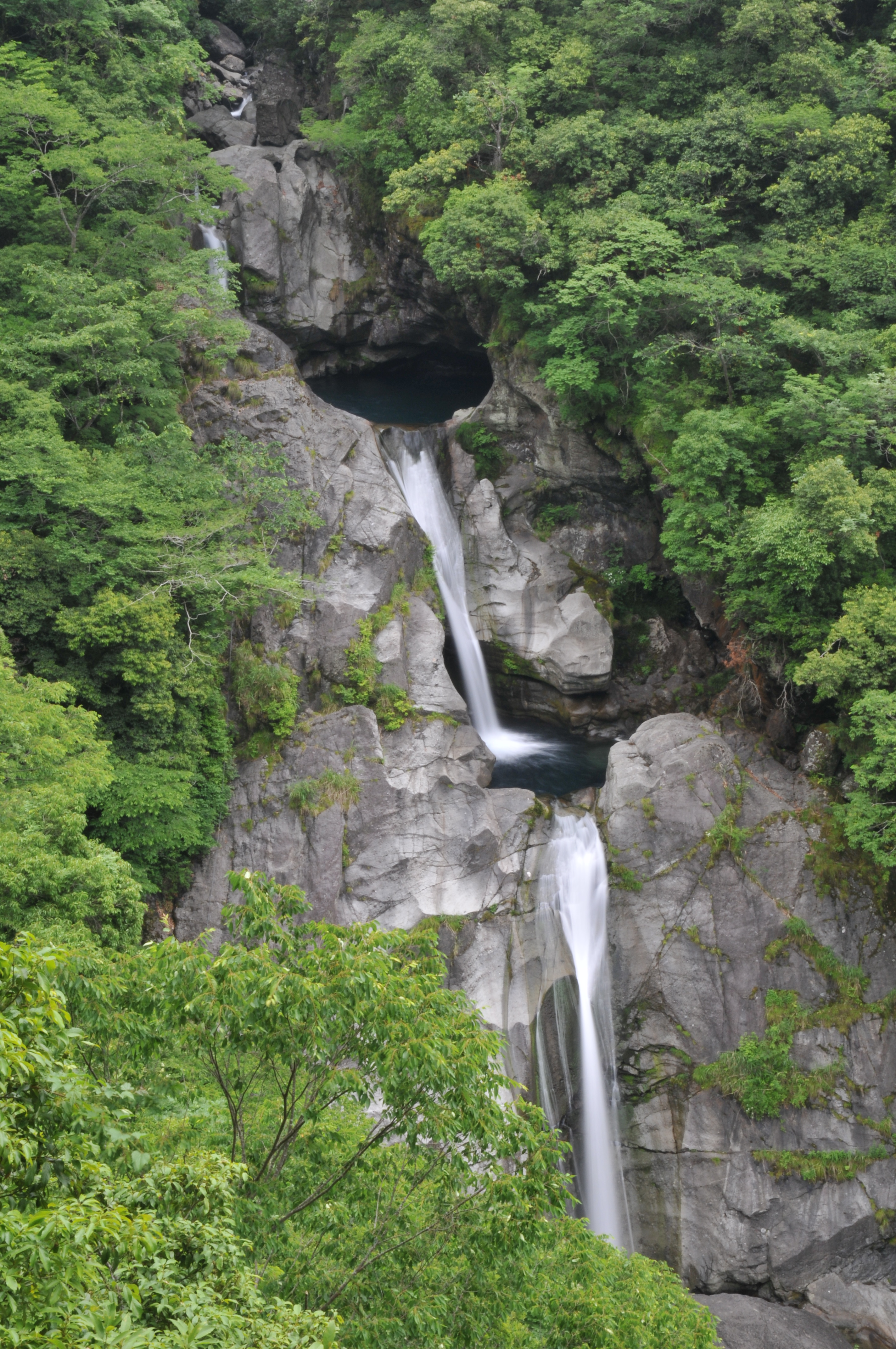
轟の滝

急峻な地形が織り成す渓谷や江戸時代初期に野中兼山が築いた山田堰によって形成された平野部など、物部川は特徴的な河川景観が複数存在する。紅葉の名所としても知られる原流域に位置する清流と奇岩が連続する別府峡谷では屏風岩、アイノウ釜、紅香橋、ネジレ滝などが名所として知られている。また、三嶺や白髪山登山の入り口となる上韮生川上流にある西熊渓谷は四季折々の渓谷を見ることが出来る。日比原川の渓谷にある轟の滝は落差82mの三段に流れ落ちる瀑布で、紅葉の景勝地として知られており、県の天然記念物及び名勝指定がなされている他、「日本の滝100選」にも選ばれている。
その他、下流の6堰を統合して1966年に作られた町田堰は、夏場にバーベキューやキャンプ等で賑わいを見せ、土佐藩家老・野中兼山が開いた用水路である兼山の三又は、昔ながらの石積みを残しており、散歩やハイキングコースとして利用されている。1995年に完成した桜づつみ公園は市民の憩いの場として開放され、隣接する吉川村天然色劇場は野外劇場としては四国一の規模を誇っている。

## 歴史

### 流域の遺構と歴史

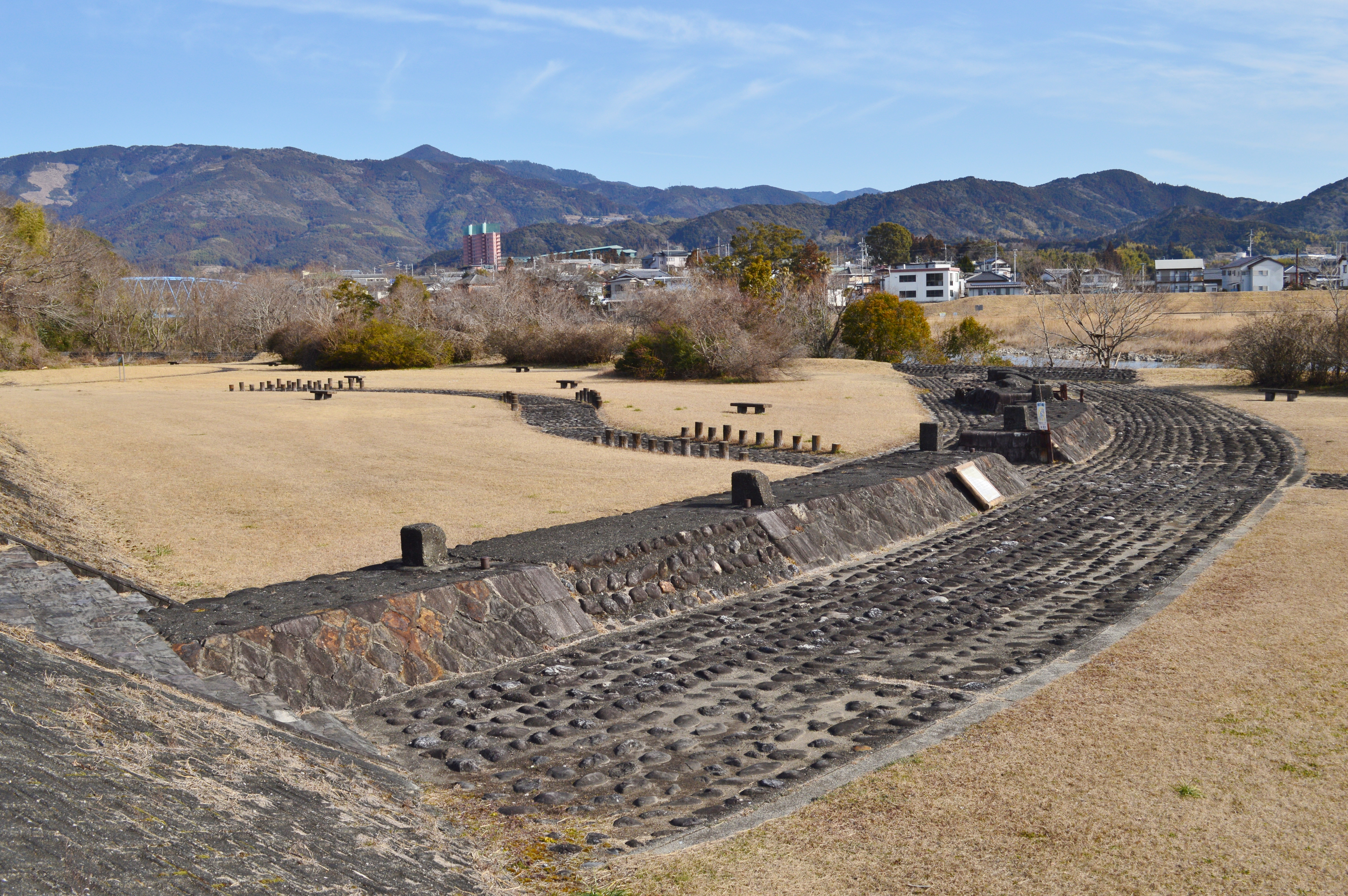
山田堰跡（高知県香美市）高知県指定史跡。後背に物部川。

物部川河口部に広がる高知県最大の平野である香長平野では弥生時代から人類が定住していたとみられる遺跡や古墳が各地に残されている。中でも南国市の田村遺跡群は高知県を代表する遺跡のひとつであり、80基にのぼる古墳の他、弥生時代の竪穴建物や掘立柱建物、水田などが発掘された。また飛鳥時代には物部氏の勢力圏下であったと考えられており、香美市内には同氏を祭る若一王子宮がある。平安時代初期には国府が置かれ、紀貫之が国府として同地を治め、都への官道が開かれるなど、発展を見せた。江戸時代に入ると、土佐藩家老の野中兼山が後免地区を中心に用水路を建設して農産業の振興を図り、今日の基礎を築いた。用水路は舟運にも利用され、物部上流の槇山、韮生方面から木材・薪炭・穀物を運び、高知城下の商品を山間部へ運ぶ役割を果たした。これにより下流部の神母ノ木は人の往来が活発化し、宿場町として繁栄を見せた。また、兼山は治水対策にも着手しており、旧川に山田堰を築いたことで農作物の生産性を高めた。山田堰は1973年に物部合同堰が完成するまで、堤防としてその役目を果たし、現在は跡地の一部が記念公園として整備されている。

### 水害史
1815年（文化12年）、「亥の大変」と呼ばれる大水害が発生。洪水流が浜堤を切って、直接海に流れ込んだ。現在の物部川橋付近では堤外地が流失し、十善寺の深渕神社が流出した。また1892年（明治25年）の水害では、右岸堤防327メートルが決壊して、死者1人、流失家屋3戸。決壊箇所から流れ出た濁流は、南から南東方向に流れて河口付近から海へ流出した。

## 流域の自治体
高知県
香美市、香南市、南国市

## 並行する交通

### 道路
- 国道195号 - 高知・徳島両県を結ぶ。徳島県側では同じく四国地方整備局2006年水質調査で清流四国首位となった那賀川に平行。

## 利水施設
- 永瀬ダム（高知県香美市香北町永瀬/香美市物部町柳瀬）